# Pelagornis sandersi
Pelagornis sandersi là một loài chim bay đã tuyệt chủng với sải cánh dài ước tính vào khoảng 6,1 m và 7,4 m. Nếu số liệu về ước tính sải cánh này là đúng, đây là loài chim có sải cánh lớn nhất được phát hiện, sải cánh dài gấp đôi loài chim bay còn sống, hải âu mày đen. Hóa thạch có niên đại 25 triệu năm của loài này đã được phát hiện 30 năm trước ở Nam Carolina. Hóa thạch có niên đại từ kỷ Chattian của Oligocene. Hóa thạch duy nhất được biết đến của P. sandersi lần đầu tiên được phát hiện vào năm 1983 tại sân bay quốc tế Charleston, khi công nhân xây dựng xây đào đất ở khu vực một nhà ga hàng không mới. Loài chim này được đặt tên sau khi Albert Sanders, người chỉ huy cuộc khai quật. Tuy nhiên mãi đến nay các chuyên gia Mỹ mới xác định được đây là hóa thạch của một loài sinh vật hoàn toàn mới. Loài chim biển này có sải cánh dài tới 6,1- 7,4m. Loài chim này phá kỷ lục của loài Argentavis magnificens từng sinh sống ở Nam Mỹ 6 triệu năm trước, có sải cánh dài 5,7 - 6,1m. Các nhà khoa học đặt tên cho loài chim mới này là Pelagornis sandersi. Giống như loài hải âu mày đen lớn hiện nay, loài chim khổng lồ này thường bay trên mặt biển săn cá. Chúng có cân nặng từ 20–40 kg. Nó có ngắn, chân ngắn và mập, và có lẽ chỉ có thể bay bằng cách nhảy ra khỏi cạnh vách đá. Người ta ước đoán rằng loài chim này đã có thể bay với tốc độ lên tới 60 km/h. Dù có kích cỡ khổng lồ nhưng nó bay nhẹ nhàng và thoải mái.